# NGC 7794
NGC 7794 is een spiraalvormig sterrenstelsel in het sterrenbeeld Pegasus. Het hemelobject werd op 23 november 1785 ontdekt door de Duits-Britse astronoom William Herschel.

## Synoniemen
- UGC 12872
- MCG 2-1-4
- ZWG 433.10
- KUG 2356+104
- IRAS 23560+1026
- PGC 73103